# Pseudochirops corinnae
Pseudochirops corinnae es una especie de mamífero marsupial de la familia Pseudocheiridae endémica de Indonesia y Papúa Nueva Guinea.

## Subespecies
Se reconocen como válidas las siguientes subespecies:
- Pseudochirops corinnae argenteus (Förster, 1913)
- Pseudochirops corinnae corinnae (Thomas, 1897)
- Pseudochirops corinnae fuscus (Laurie, 1952)